# Liolaemus ceii
Liolaemus ceii este o specie de șopârle din genul Liolaemus, familia Tropiduridae, descrisă de Donoso-barros 1971. Conform Catalogue of Life specia Liolaemus ceii nu are subspecii cunoscute.